# Promoteur immobilier
 (août 2018).
Si vous disposez d'ouvrages ou d'articles de référence ou si vous connaissez des sites web de qualité traitant du thème abordé ici, merci de compléter l'article en donnant les références utiles à sa vérifiabilité et en les liant à la section « Notes et références ».
Pour les articles homonymes, voir Promoteur.
Le promoteur immobilier est un vendeur d’espaces construits ou à construire. De nos jours, c'est le promoteur qui prend l'initiative du processus de l’offre nouvelle en immobilier. Sa connaissance de la demande, de la disponibilité du foncier (soit le terrain qui est le support essentiel de toute opération), des aspects réglementaires (qui sont importants dans l'activité) ainsi que des moyens de financement les plus adaptés, en font un des agents majeurs du marché immobilier. Cette combinaison de compétences et cette maîtrise de l'information fait de lui un intermédiaire bien placé sinon obligé entre les différentes parties prenantes : Maître d'ouvrage, financier, maître d’œuvre (architecte), entreprise de construction, autorité réglementaire, etc.

## Origine du terme
Le terme « promoteur immobilier » a été inventé en 1954 dans l'entourage de Fernand Pouillon pour désigner ce qu'on appelait auparavant des « monteurs d'affaires immobilières ». L'intense construction de logements soutenue par le gouvernement français d'alors et la spéculation immobilière qui l'accompagna consacrèrent le personnage et le terme.
Selon le Robert historique, le terme « promoteur » en est venu au milieu du XXe siècle à désigner spécifiquement le promoteur immobilier, « une personne assurant et finançant la construction d’immeubles ». Les termes « promotion immobilière » et « développement immobilier » sont équivalents mais « développeur » est un anglicisme.

## Types de promoteurs
Il n’y a pas en français de distinction terminologique entre promoteur foncier et promoteur immobilier. Les deux activités peuvent être distinguées si l'on considère leur contenu, mais dans la pratique se côtoient et même souvent sont également pratiquées par le même opérateur. 
- Le promoteur foncier, typique des secteurs périphériques des villes, acquiert généralement de vastes terrains vagues et les subdivise par la voie du lotissement, puis les améliore en y installant les infrastructures nécessaires à la construction : rue, aqueduc, égout, etc. Il s’occupe aussi occasionnellement d’obtenir des autorités locales les modifications au zonage qui peuvent être requises. Lorsque le promoteur vend ensuite les parcelles de terrain viabilisées et prêtes à construire, en vue d’un profit immédiat plutôt qu’à long terme, on peut le considérer comme promoteur foncier.

- Le promoteur immobilier acquiert des terrains vagues, des terrains améliorés (ou desservis ou viabilisés) ou toute autre propriété construite qui nécessite un redéveloppement et il y construit un ou des immeubles dans le but de les vendre (en bloc ou en parties divises) ou les louer à bail.

Les promoteurs immobiliers sont souvent de petites structures (dirigées par d'anciens avocats ou courtiers immobiliers): Elles mobilisent peu d'employés et peu de capitaux propres. De nos jours, les banques demandent 20 % de fonds propres pour financer un projet.Elles ont en revanche la capacité à trouver le financement nécessaire auprès des institutions prêteuses. Cette facilité de financement, et donc de démarrage d'un nouveau projet, dépend de la conjoncture du marché immobilier dans la catégorie d'espace projeté et de la solidité financière des acheteurs et/ou locataires potentiels démarchés par le promoteur. En cas de construction nouvelle ou de rénovation/réaménagement important, le promoteur doit prouver un niveau de pré-location (réservation) jugé suffisant par les prêteurs pour le type d'immeuble et de marché en cause afin de minimiser le risque pesant sur la bonne fin de l'investissement.
Certains promoteurs ont leurs propres services d’architecture, de construction ou de gestion immobilière, mais la plupart sous-traitent ces travaux par contrat.

## Des aspects financiers
Le développement immobilier est fortement dépendant des liquidités.
L’immobilier est par nature un actif dispendieux et non liquide. Il coûte cher à acquérir et est difficile à vendre. Dans le processus du développement immobilier, le promoteur doit acquérir le terrain, défrayer le coût des améliorations (les hard costs) ainsi que les honoraires des nombreux consultants nécessaires pour mener à bien un projet (les soft costs). Puisque les coûts sont élevés, que la vente n’est pas instantanée et que le retour sur l’investissement est conséquemment retardé, la promotion immobilière est financièrement risquée.  Une grande partie du travail d’un promoteur consiste en la gestion du risque.
Étant donné les investissements initiaux importants, la plupart des projets de développement immobiliers sont financés avec un fort ratio d’emprunt (effet de levier). Ceci augmente les profits potentiels, mais multiplie d’autant le risque sur les liquidités. Un projet sera d'autant plus profitable que la mise de fonds est réduite au minimum et qu’il commence tôt à générer des flux de trésorerie suffisants pour couvrir le service de la dette. Il sera d'autant plus risqué que l'immeuble est long à planifier et à construire, car les opportunités de marché perçues au départ pourront s'être évaporées.
Le financement des projets immobiliers emprunte différentes voies, mais la plupart des montages financiers font appel aux sources suivantes :
- l’investisseur privé (caisse de retraite, compagnie d'assurances, particulier fortuné, coentreprise, etc.) ;
- l’investisseur public (Société civile de placement immobilier, offre publique d’action, partenariat public-privé, etc.) ;
- la dette privée (emprunt, hypothèque, crédit à la construction, etc.) ;
- la dette publique (ex. : prêt de redéveloppement) ;
- les subventions privées (d’une association à but non lucratif) ;
- les subventions publiques (subvention à la rénovation urbaine, crédit à l’habitation à loyer modéré, crédit d'impôt, subvention pour la protection du patrimoine culturel, etc.) ;
- les capitaux propres (utilisation des liquidités provenant des autres immeubles du promoteur) ;
- la subordination ;
- le financement participatif ou crowdfunding (nouvelle source de financement proposée par des sites internet).

Un promoteur à succès peut devenir très riche, étant donné les profits impliqués, mais les risques sont parfois énormes, surtout quand la conjoncture économique est instable. La faible liquidité de ses actifs rend aussi le promoteur dépendant des sources externes de financement qui sont parfois très fragiles. Le manque de liquidité est une cause fréquente de faillite chez les promoteurs immobiliers.

## Processus du développement immobilier
Même si le processus du développement immobilier varie suivant le type d’immeuble et le projet en cause, on peut considérer qu’il suit les différentes étapes suivantes, en ordre chronologique approximatif :
- l’étude de marché ;
- le choix du site / l’analyse de faisabilité ;
- la due diligence / le pro forma préliminaire ;
- l’acquisition de la propriété ou une simple option d’achat ;
- l’architecture du projet / le pro forma détaillé ;
- l’obtention des autorisations de construire, amendement au zonage, permis ;
- la pré-location ;
- le financement / le pro forma final ;
- la construction ;
- la commercialisation (location ou vente de l’immeuble en tout ou sous forme d’unités) ;
- la gestion (lorsque l’immeuble est conservé).

## En France

Logo de la Fédération des promoteurs immobiliers de France.

La fonction de promoteur immobilier est soumis à l'article 1831-1 du Code civil qui définit le « contrat de promotion immobilière » comme étant : « mandat d'intérêt commun par lequel une personne dite “promoteur immobilier” s'oblige envers le maître d'un ouvrage à faire procéder, pour un prix convenu, au moyen de contrats de louage d'ouvrage, à la réalisation d'un programme de construction d'un ou de plusieurs édifices ainsi qu'à procéder elle-même ou à faire procéder, moyennant une rémunération convenue, à tout ou partie des opérations juridiques, administratives et financières concourant au même objet. » Le promoteur peut être une personne physique ou morale.
Ils agissent soit pour leur propre compte soit dans le cadre de programmes où plusieurs promoteurs se sont associés.

### La branche professionnelle
En France, la promotion immobilière représente une branche professionnelle à part entière et dispose d'une convention collective. Cette convention collective a été signée le 18 mai 1988. L'identifiant de la convention collective (IDCC) est le 1512. 
La Fédération des Promoteurs Immobiliers de France (PPI) déclare à la Haute autorité pour la transparence de la vie publique (HATVP) exercer des activités de lobbying en France pour un montant qui n'excède pas 300 000 euros en 2018.
Les principaux promoteurs immobiliers en France sont  Nexity, Bouygues Immobilier, Eiffage Construction, Altarea, Icade, Immobilière 3F, CDC Habitat, Vinci Immobilier Kaufman & Broad, Sogeprom, Promogim.

## Formation du promoteur
En Amérique du Nord, même si certains programmes universitaires en immobilier mettent l'accent sur le développement (généralement des programmes de MBA) et si quelques universités offrent un programme spécifique de maîtrise en développement immobilier, la plupart des promoteurs entrent dans le domaine à partir d’autres professions. Ce sont souvent des personnes issues de métiers reliés (architecture, comptabilité, droit, génie, construction, urbanisme, etc.). 
Une formation juridique est un plus dans ce métier, cependant une formation en finance est généralement un prérequis pour un emploi dans une firme de promotion immobilière établie. En effet, la capacité à mener à bien de tels projets requiert des montages financiers complexes : peu de personnes ou d’entreprises sont aptes à financer des projets immobiliers sur la base de leurs seuls capitaux propres.